# Primera División de Costa Rica 1966
Die Saison 1966 war die 47. Spielzeit der Primera División de Costa Rica, der höchsten costa-ricanischen Fußballliga. Es nahmen zehn Mannschaften teil. Alajuela gewann zum 10. Mal in der Vereinsgeschichte die Meisterschaft.

## Austragungsmodus
- Die zehn teilnehmenden Mannschaften spielten in einer Doppelrunde (Hin- und Rückspiele) die beiden Playoff- sowie die beiden Play-down-Teilnehmer aus.
- Der Sieger des Meisterschaftsplayoffs gewann die Meisterschaft.
- Der Verlierer der Playdown-Begegnung stieg in die zweite Liga ab.

## Endstand

### Hauptrunde
| Pl.             | Verein                  | Sp. | S  | U  | N  | Tore  | Diff. | Punkte |
| --------------- | ----------------------- | --- | -- | -- | -- | ----- | ----- | ------ |
| 01              | CD Saprissa (M)         | 36  | 18 | 13 | 5  | 79:37 | 42    | 49     |
| 02              | LD Alajuelense          | 36  | 21 | 7  | 8  | 79:38 | 41    | 49     |
| 03              | CS Cartaginés           | 36  | 16 | 11 | 9  | 54:38 | 16    | 43     |
| 04              | AD Municipal Puntarenas | 36  | 14 | 10 | 12 | 45:43 | 2     | 38     |
| 05              | AD San Carlos           | 36  | 15 | 7  | 14 | 55:62 | 7     | 37     |
| 06              | CS Herediano            | 36  | 12 | 11 | 13 | 51:51 | 0     | 35     |
| 07              | Orión FC                | 36  | 12 | 9  | 15 | 59:76 | −17   | 33     |
| 08              | AD Limonense            | 36  | 10 | 8  | 18 | 46:72 | −26   | 28     |
| 09              | CS Uruguay de Coronado  | 36  | 7  | 10 | 19 | 49:67 | −18   | 24     |
| 10              | AD Municipal Turrialba  | 36  | 9  | 6  | 21 | 47:80 | −33   | 24     |
| Stand: Endstand |                         |     |    |    |    |       |       |        |

### Meisterschaftsfinale
| Tabellenzweiter | Gesamt | Tabellenerster | Hinspiel | Rückspiel |
| --------------- | ------ | -------------- | -------- | --------- |
| LD Alajuelense  | 2:1    | CD Saprissa    | 1:0      | 1:1       |

### Playdown
| Zweitletzter           | Gesamt | Letzter                | Hinspiel | Rückspiel |
| ---------------------- | ------ | ---------------------- | -------- | --------- |
| CS Uruguay de Coronado | 4:0    | AD Municipal Turrialba | 4:0      | 0:0       |